# Prosopidia merula
Prosopidia merula är en fjärilsart som beskrevs av Paul Dognin 1891. Prosopidia merula ingår i släktet Prosopidia och familjen björnspinnare. Inga underarter finns listade i Catalogue of Life.